# Узакса
Узакса — река в России, исторически — приток реки Костромы; во время создания Горьковского водохранилища в 1955—1956 годах Узакса вместе с нижним течением Костромы фактически превращены в канал между Костромским заливом и Волжским русловым участком водохранилища с постоянной высотой в 77,5 м от уровня моря, что ниже, чем в самом водохранилище. Протекает в Костромском районе Костромской области. «Устье» находится в 14 км по правому берегу Костромы от её «устья». Длина составляет 6,4 км.
Крупнейшие притоки: протока из озера Каменик слева и Воржа справа. Населённых пунктов поблизости нет.

## Данные водного реестра
По данным государственного водного реестра России относится к Верхневолжскому бассейновому округу, водохозяйственный участок реки — Волга от Рыбинского гидроузла до города Кострома, без реки Кострома от истока до водомерного поста у деревни Исады, речной подбассейн реки — Волга ниже Рыбинского водохранилища до впадения Оки. Речной бассейн реки — (Верхняя) Волга до Куйбышевского водохранилища (без бассейна Оки).
Код объекта в государственном водном реестре — 08010300212110000013232.